# 동부히스밭쥐
동부히스밭쥐(Phenacomys ungava)은 비단털쥐과에 속하는 설치류의 일종이다. 북아메리카에서 발견되는 작은 포유류이다. 최근까지 서부히스밭쥐(Phenacomys intermedius)의 아종으로 간주되었다.